# 73ste Oscaruitreiking
De 73ste Oscaruitreiking, waarbij prijzen werden uitgereikt aan de beste prestaties in films uit 2000, vond plaats op 25 maart 2001 in het Shrine Auditorium in Los Angeles. De ceremonie werd gepresenteerd door Steve Martin. De genomineerden werden op 13 februari bekendgemaakt door Robert Rehme, voorzitter van de Academy, en actrice Kathy Bates.
De grote winnaars van de avond waren Gladiator, met in totaal twaalf nominaties en vijf Oscars, en Crouching Tiger, Hidden Dragon, met in totaal tien nominaties en vier Oscars.

## Winnaars en genomineerden
De winnaars staan bovenaan in vet lettertype.

#### Beste film
- Gladiator
  - Chocolat
  - Crouching Tiger, Hidden Dragon
  - Erin Brockovich
  - Traffic

#### Beste regisseur
- Steven Soderbergh - Traffic
  - Stephen Daldry - Billy Elliot
  - Ang Lee - Crouching Tiger, Hidden Dragon
  - Ridley Scott - Gladiator
  - Steven Soderbergh - Erin Brockovich

#### Beste mannelijke hoofdrol
- Russell Crowe - Gladiator
  - Javier Bardem - Before Night Falls
  - Tom Hanks - Cast Away
  - Ed Harris - Pollock
  - Geoffrey Rush - Quills

#### Beste vrouwelijke hoofdrol
- Julia Roberts - Erin Brockovich
  - Joan Allen - The Contender
  - Juliette Binoche - Chocolat
  - Ellen Burstyn - Requiem for a Dream
  - Laura Linney - You Can Count on Me

#### Beste mannelijke bijrol
- Benicio del Toro - Traffic
  - Jeff Bridges - The Contender
  - Willem Dafoe - Shadow of the Vampire
  - Albert Finney - Erin Brockovich
  - Joaquin Phoenix - Gladiator

#### Beste vrouwelijke bijrol
- Marcia Gay Harden - Pollock
  - Judi Dench - Chocolat
  - Kate Hudson - Almost Famous
  - Frances McDormand - Almost Famous
  - Julie Walters - Billy Elliot

#### Beste originele scenario
- Almost Famous - Cameron Crowe
  - Billy Elliot - Lee Hall
  - Erin Brockovich - Susannah Grant
  - Gladiator - David Franzoni, John Logan en William Nicholson
  - You Can Count on Me - Kenneth Lonergan

#### Beste bewerkte scenario
- Traffic - Stephen Gaghan
  - Chocolat - Robert Nelson Jacobs
  - Crouching Tiger, Hidden Dragon - Hui-Ling Wang, James Schamus en Kuo Jung Tsai
  - O Brother, Where Art Thou? - Ethan Coen en Joel Coen
  - Wonder Boys - Steve Kloves

#### Beste niet-Engelstalige film
- Crouching Tiger, Hidden Dragon - Taiwan
  - Amores Perros - Mexico
  - Divided We Fall - Tsjechië
  - Everybody Famous! - België
  - The Taste of Others - Frankrijk

#### Beste documentaire
- Into the Arms of Strangers: Stories of the Kindertransport - Mark Jonathan Harris en Deborah Oppenheimer
  - Legacy - Tod Lending
  - Long Night's Journey into Day - Frances Reid en Deborah Hoffmann
  - Scottsboro: An American Tragedy - Barak Goodman en Daniel Anker
  - Sound and Fury - Josh Aronson en Roger Weisberg

#### Beste camerawerk
- Crouching Tiger, Hidden Dragon - Peter Pau
  - Gladiator - John Mathieson
  - Malèna - Lajos Koltai
  - O Brother, Where Art Thou? - Roger Deakins
  - The Patriot - Caleb Deschanel

#### Beste montage
- Traffic - Stephen Mirrione
  - Almost Famous - Joe Hutshing en Saar Klein
  - Crouching Tiger, Hidden Dragon - Tim Squyres
  - Gladiator - Pietro Scalia
  - Wonder Boys - Dede Allen

#### Beste artdirection
- Crouching Tiger, Hidden Dragon - Tim Yip
  - Dr. Seuss' How the Grinch Stole Christmas - Michael Corenblith en Merideth Boswell
  - Gladiator - Arthur Max en Crispian Sallis
  - Quills - Martin Childs en Jill Quertier
  - Vatel - Jean Rabasse en Françoise Benoît-Fresco

#### Beste originele muziek
- Crouching Tiger, Hidden Dragon - Tan Dun
  - Chocolat - Rachel Portman
  - Gladiator - Hans Zimmer
  - Malèna - Ennio Morricone
  - The Patriot - John Williams

#### Beste originele nummer
- "Things Have Changed" uit Wonder Boys - Muziek en tekst: Bob Dylan
  - "A Fool in Love" uit Meet the Parents - Muziek en tekst: Randy Newman
  - "I've Seen It All" uit Dancer in the Dark - Muziek: Björk, tekst: Lars von Trier en Sjon Sigurdsson
  - "A Love Before Time" uit Crouching Tiger, Hidden Dragon - Muziek: Jorge Calandrelli en Tan Dun, tekst: James Schamus
  - "My Funny Friend and Me" uit The Emperor's New Groove - Muziek: Sting en David Hartley, tekst: Sting

#### Beste geluid
- Gladiator - Scott Millan, Bob Beemer en Ken Weston
  - Cast Away - Randy Thom, Tom Johnson, Dennis Sands en William B. Kaplan
  - The Patriot - Kevin O'Connell, Greg P. Russell en Lee Orloff
  - The Perfect Storm - John Reitz, Gregg Rudloff, David Campbell en Keith A. Wester
  - U-571 - Steve Maslow, Gregg Landaker, Rick Kline en Ivan Sharrock

#### Beste geluidsbewerking
- U-571 - Jon Johnson
  - Space Cowboys - Alan Robert Murray en Bub Asman

#### Beste visuele effecten
- Gladiator - John Nelson, Neil Corbould, Tim Burke en Rob Harvey
  - Hollow Man - Scott E. Anderson, Craig Hayes, Scott Stokdyk en Stan Parks
  - The Perfect Storm - Stefen Fangmeier, Habib Zargarpour, John Frazier en Walt Conti

#### Beste kostuumontwerp
- Gladiator - Janty Yates
  - Crouching Tiger, Hidden Dragon - Tim Yip
  - Dr. Seuss' How the Grinch Stole Christmas - Rita Ryack
  - 102 Dalmatians - Anthony Powell
  - Quills - Jacqueline West

#### Beste grime
- Dr. Seuss' How the Grinch Stole Christmas - Rick Baker en Gail Ryan
  - The Cell - Michèle Burke en Edouard Henriques
  - Shadow of the Vampire - Ann Buchanan en Amber Sibley

#### Beste korte film
- Quiero Ser (I Want to Be...) - Florian Gallenberger
  - By Courier - Peter Riegert en Ericka Frederick
  - One Day Crossing - Joan Stein en Christina Lazaridi
  - Seraglio - Gail Lerner en Colin Campbell
  - A Soccer Story (Uma Historia de Futebol) - Paulo Machline

#### Beste korte animatiefilm
- Father and Daughter - Michael Dudok de Wit
  - The Periwig-Maker - Steffen Schäffler en Annette Schäffler
  - Rejected - Don Hertzfeldt

#### Beste korte documentaire
- Big Mama - Tracy Seretean
  - Curtain Call - Chuck Braverman en Steve Kalafer
  - Dolphins - Greg MacGillivray en Alec Lorimore
  - The Man on Lincoln's Nose - Daniel Raim
  - On Tiptoe: Gentle Steps to Freedom - Eric Simonson en Leelai Demoz

#### Irving G. Thalberg Memorial Award
- Dino De Laurentiis

#### Ere-award
- Jack Cardiff, meester van licht en kleur.
- Ernest Lehman, uit waardering voor een gevarieerd en blijvend oeuvre.[2]

## Films met meerdere nominaties
De volgende films ontvingen meerdere nominaties:
| Nominaties | Film                                      | Awards |
| ---------- | ----------------------------------------- | ------ |
| 12         | Gladiator                                 | 5      |
| 10         | Crouching Tiger, Hidden Dragon            | 4      |
| 5          | Almost Famous                             | 1      |
| 5          | Chocolat                                  |        |
| 5          | Erin Brockovich                           | 1      |
| 5          | Traffic                                   | 4      |
| 4          | Billy Elliot                              |        |
| 4          | Quills                                    |        |
| 4          | Wonder Boys                               | 1      |
| 3          | Dr. Seuss' How the Grinch Stole Christmas | 1      |
| 3          | The Patriot                               |        |
| 2          | Cast Away                                 |        |
| 2          | The Contender                             |        |
| 2          | Malèna                                    |        |
| 2          | O Brother, Where Art Thou?                |        |
| 2          | The Perfect Storm                         |        |
| 2          | Pollock                                   | 1      |
| 2          | Shadow of the Vampire                     |        |
| 2          | U-571                                     | 1      |
| 2          | You Can Count on Me                       |        |